# مدارگرد خورشیدی
مدارگرد خورشیدی؛ (به انگلیسی: Solar Orbiter)[9] یا (SolO), یک ماهوارهٔ برنامه‌ریزی شده برای رصد خورشید است که توسط آژانس فضایی اروپا (ESA) در دست ساخت است. این ماهواره در فوریه ۲۰۲۰ از مرکز فضایی کندی با موشک اتلس ۵ ۴۴۱ در مدار خورشید قرار خواهد گرفت. برای پروژهٔ SolO اندازه‌گیری‌های دقیقی از هورسپهر (هلیوسفر) داخلی خورشید، و بادهای تازه ایجاد شدهٔ خورشیدی در نظر گرفته شده‌است. همچنین انجام مشاهدات دقیقی از مناطق قطبی خورشید؛ در پاسخ به سؤال "چگونه خورشید هلیوسفر خود را ایجاد و کنترل می‌کند؟ که انجام هر دوی آن از زمین دشوار است، "
ماهوارهٔ SolO رصد خورشید را از مداری با خروج از مرکزی به اندازهٔ تقریبی ۶۰ شعاع خورشیدی بر گرد خورشید (گردش در ۱۶۸ روز) یا تنها ۰٫۲۸۴ واحد نجومی (au) نزدیک به خورشید، انجام خواهد داد، این مدارگرد را در حضیض عطارد درون محوطه ۰٫۳۰۷۵ واحد نجومی از آن قرار می‌دهد. در طول مأموریت ۷ ساله برنامه‌ریزی شده، انحراف مداری آن به حدود ۲۵ درجه افزایش می‌یابد.

## فضاپیما
فضاپیمای مدارگرد خورشیدی یک سکوی تثبیت شدهٔ سه‌محوره بسوی خورشید و دارای محافظ گرمایی ویژه‌ای برای حفاظت فضاپیما در برابر سطح بالای شار خورشیدی هنگام نزدیکی حضیض است.

## هدف‌های علمی
این فضاپیما هر شش ماه یکبار به خورشید نزدیک می‌شود. نزدیکترین رویکرد موقعیتی خواهد بود که امکان مطالعه مکرر در همان منطقه از اتمسفر خورشید را فراهم می‌کند. مدارگرد خورشیدی قادر خواهد بود فعالیتِ مغناطیسیِ در حال ایجاد در اتمسفر خورشید را؛ که می‌تواند منجر به شعله‌ور شدن شراره‌های خورشیدی یا فوران شود، مشاهده کند.
پژوهشگران همچنین از این شانس برخوردارند که این مشاهدات را با مأموریت کاوشگر خورشیدی پارکر (۲۰۱۸–۲۰۲۵) ناسا که در حال انجام اندازه‌گیری گستردهٔ تاج خورشیدی است، هماهنگ کنند.
هدف از انجام این مأموریت، انجام مطالعات نزدیک، با وضوح بالا در مورد خورشید و هلیوسفر داخلی آن است. درک جدید به پاسخگویی به این سؤالات کمک خواهد کرد:
- چگونه و از کجا پلاسمای بادهای خورشیدی و میدان مغناطیسی منشأ می‌گیرد؟
- چگونه گذرهای خورشیدی تغییرات هلیوسفر را راه‌اندازی می‌کنند؟
- فوران‌های خورشیدی چگونه پرتوهای ذرات پرانرژی را؛ که هلیوسفر را پر می‌کند، تولید می‌کنند؟
- چگونه ژنراتور خورشیدی کار می‌کند و اتصالات بین خورشید و هلیوسفر را چگونه هدایت می‌کند؟